# Террі Етвуд
Тереза К. Етвуд (Terri Attwood, Teresa K. Attwood) — професор біоінформатики в Департаменті комп'ютерних наук та Школи біологічних наук Університету Манчестера та запрошений співробітник  Європейського інституту біоінформатики (англ. EMBL-EBI). Вона проводила стипендію університетського королівського товариства в Лондонському університетському коледжі (UCL) з 1993 по 1999 рік і в Університеті Манчестера з 1999 по 2002 рік.

## Освіта
Етвуд отримала ступінь бакалавра біофізики в Університеті Лідса в 1982 році. Через два роки, у 1984 р під керівництвом Джона Е. Лайдона вивчала хромонічні мезофази, вона отримала ступінь кандидата наук, також з біофізики.

## Дослідження та кар'єра
Етвуд проводила докторські дослідження в Лідсі до 1993 р., коли вона переїхала до університетського коледжу Лондона на п'ять років, перш ніж переїхати в Університет Манчестера в 1999 р. Її дослідження стосується вирівнювання послідовностей білків та аналізу білка.

Натхненна створенням PROSITE, Етвуд розробила метод відбитків білків
 і використала це для створення бази даних PRINTS.
З Amos Bairoch вона прагнула уніфікувати роботу класифікації та анотації по сімейству білків врешті-решт спільно реалізувавши грант Європейського союзу з Рольф Апвейлер встановити InterPro, з Pfam, ProDom і Swiss-Prot/TrEMBL в якості партнерів консорціуму в 1997 році.
Етвуд керувала великими проектами, включаючи консорціум для видобутку тексту BioMinT FP5 освітній консорціум з біоінформатики (включаючи EBI та Швейцарський інститут біоінформатики(Swiss Institute of Bioinformatics) як партнерів) та платформу EPSRC PARADIGM. Вона є головним дослідником по проектам SeqAhead (наступного покоління секвенування аналізу даних мережі) і AllBio (біоінформатична інфраструктура наук для одноклітинних, тварин і рослин), а також була Манчестерським головним дослідником на EMBRACE і EuroKUP (протеоміка нирок та сечі). Етвуд була членом Комітету стратегії навчання біоінформатики компанії ELIXIR (Робочий пакет 11) під час підготовчого етапу ELIXIR. В даний час вона є головою Глобальної мережі біоінформатики EMBnet, вона була членом виконавчих комітетів Міжнародного товариства з біокурації та Навчальної мережі з біоінформатики, а нещодавно була обрана до Ради директорів Міжнародного товариства з обчислювальної біології. У 2012 році вона очолила створення ГОБЛЕТ (Глобальна організація з вивчення, освіти та навчання біоінформатики, GOBLET), в якій партнерами є основні товариства, мережі та організації з біоінформатики, обчислювальної біології та біокурації. Станом на  2016, Етвуд — голова виконавчої ради GOBLET.
Окрім того, що вона є біокуратором, вона спільно розробила інструменти для вирівнювання та візуалізації послідовностей та структур білка, включаючи Амброзію та CINEMA. Група будує багаторазово використовувані програмні компоненти для створення корисних програм біоінформатики за допомогою UTOPIA(Інструменти біоінформатики) та розробляє нові підходи для автоматичного анотування та аналізу тексту, такі як PRECIS, METIS, BioIE, та семантичні підходи до інтеграції даних такі як Semantic Biochemical Journal опублікований Portland Press . Інструменти UTOPIA лежать в основі як Семантичного біохімічного журналу, так і спільного проекту з Pfizer та AstraZeneca з розробки інтерфейсу 21 століття до біомедичної літератури та управління даними.
Дослідження Етвуд отримали фінансування від Ради з досліджень інженерних та фізичних наук, Ради з досліджень біотехнологій та біологічних наук, Wellcome Trust, Королівського товариства, Європейського Союзу та промисловості.

### Викладання
Етвуд викладає на бакалаврських та аспірантських курсах і була докторським радником або співавтором кількох аспірантів (наприклад, Мануеля Корпаса). Етвуд є співавтором кількох розділів книг та трьох популярних підручників з біоінформатики: Вступ до біоінформатики та Біоінформатика та молекулярна еволюція. Етвуд є співавтором підручника з біоінформатики Bioinformatics Challenges at the Interface of Biology and Computer Science: Mind the Gap з Стівом Петтіфер і Дейвом Торном.

### Академічна служба
Етвуд працює в редакційній колегії Biochemical Journal, База даних: The Journal of Biological Databases and Curation, Molecular and Cellular Proteomics,  Журнал молекулярної графіки та моделювання та журнал EMBnet.journal. 

### Нагороди та відзнаки
З 1993 по 2002 рік Етвуд провадила дослідницьку стипендію Університету Королівського товариства(англ. URF)).